# Daan De Pever
Daan De Pever (Halle, 17 januari 1989) is een Belgische voetballer, spelend bij RFC Wetteren. In het seizoen 2007-2008 maakte hij voor het eerst zijn opwachting in het eerste elftal van Dender. Zijn positie is centrale middenvelder. In zijn jeugd speelde hij bij Dilbeek Sport, RWDM en FC Brussels.
| Seizoen | Club               | Land   | Competitie         | Wed. | Goals |
| ------- | ------------------ | ------ | ------------------ | ---- | ----- |
| 2007/08 | FCV Dender EH      | België | Jupiler Pro League | 15   | 2     |
| 2008/09 | FCV Dender EH      | België | Jupiler Pro League | 13   | 3     |
| 2009/10 | KSV Roeselare      | België | Jupiler Pro League | 11   | 0     |
| 2010/11 | KSV Roeselare      | België | Exqi League        | 15   | 0     |
| 2011/12 | Standaard Wetteren | België | Exqi League        | 25   | 3     |
| Totaal  | Totaal             | Totaal | Totaal             | 79   | 8     |
|         |                    |        |                    |      |       |